# Латинська школа Бостона
Латинська школа Бостона — середня школа в Бостоні, Массачусетс. Заснована в 1635 році, вона є найстарішою публічною школою в США. Школа відома як осередок освіти для дітей бостонської та новоанглійської еліти, так званих Бостонських брамінів. Навчальна програма базується на моделі латинських шкіл XVIII століття, де основою освіти є класичні дисципліни, зокрема латина та грецька мова. Чотири роки вивчення латини є обов’язковими для учнів, які вступають із сьомого класу (приблизно 12 років), тоді як для тих, хто починає з дев’ятого класу (приблизно 14 років), обов’язковими є три роки латини.

## Історія

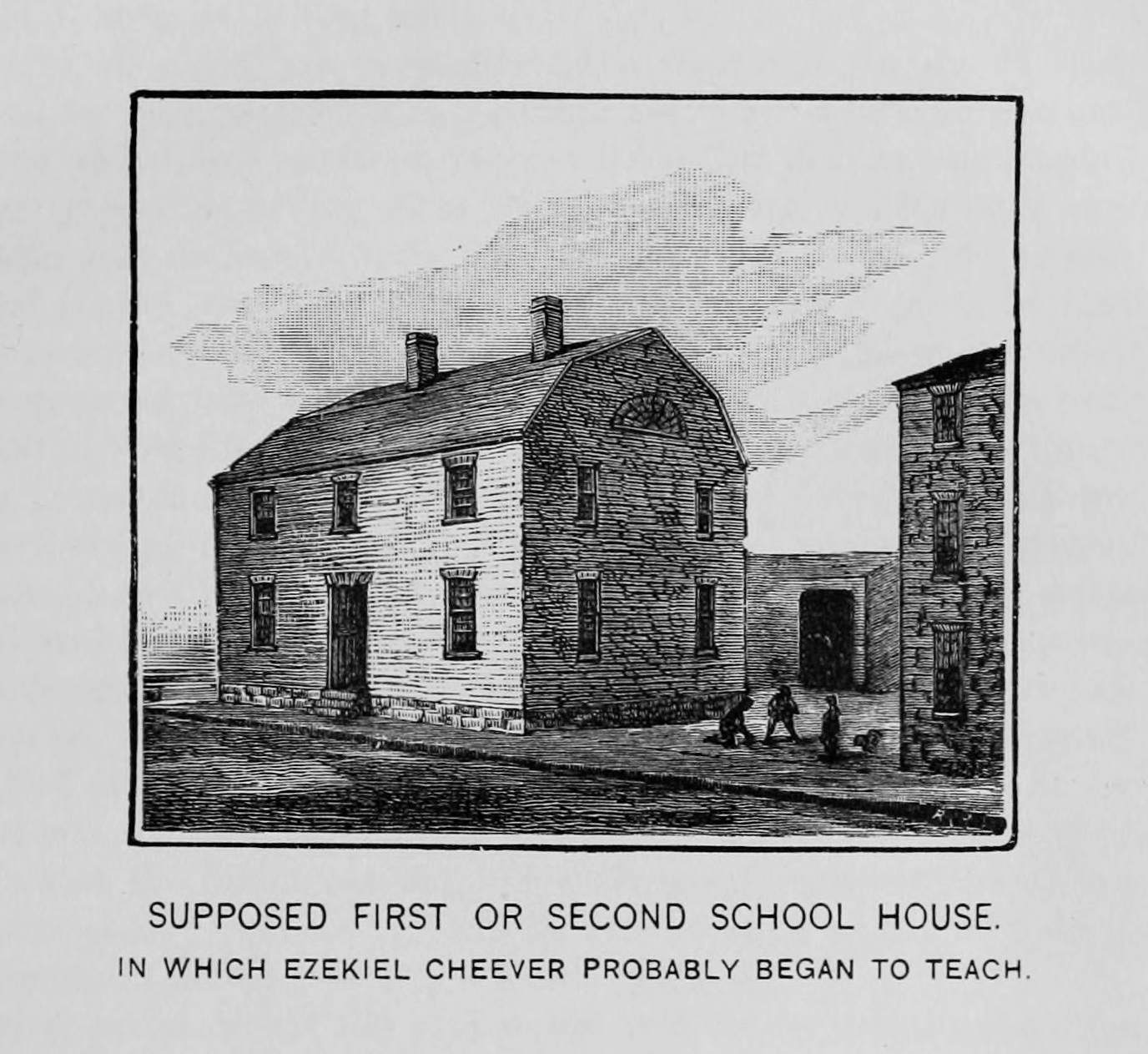
Перша будівля школи, 1635 рік

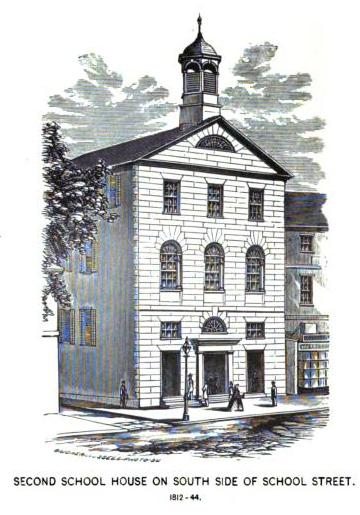
Друга будівля на Шкільній вулиці, яка діяла з 1812 по 1844 рік

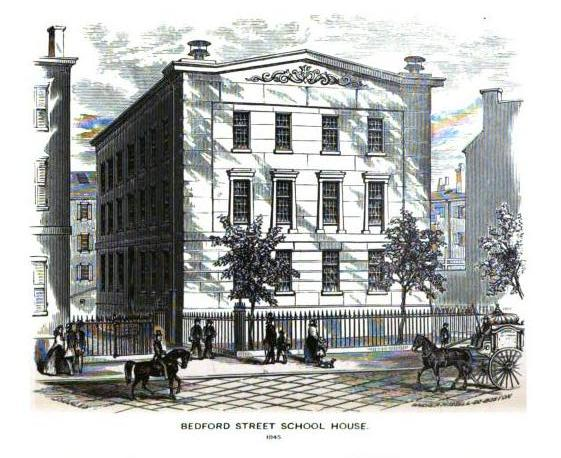
Третя будівля на Бедфорд-стріт, що використовувалася з 1844 по 1881 рік

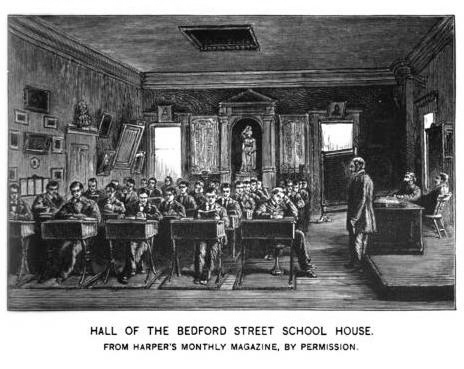
Аудиторія в будівлі на Бедфорд-стріт

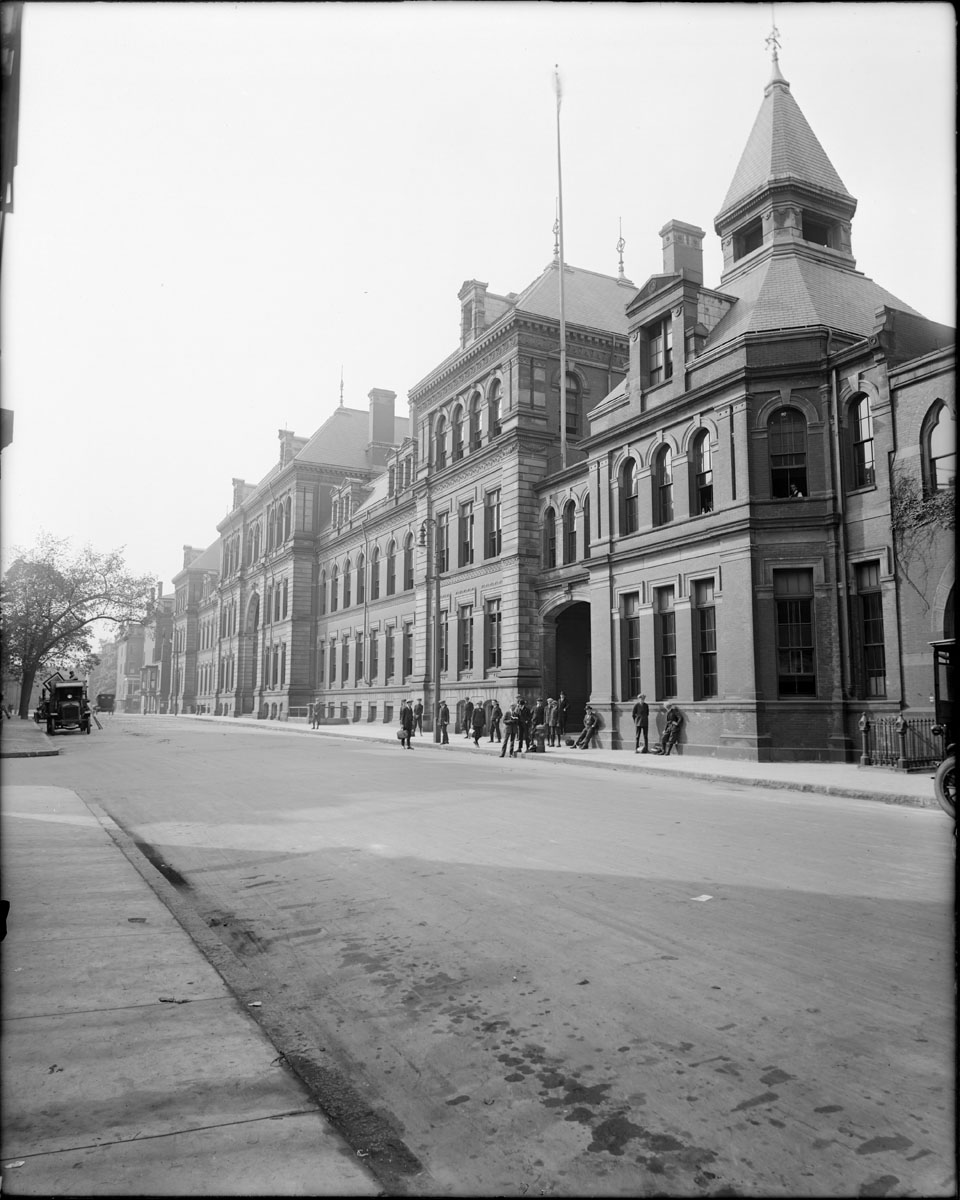
Четверта будівля на Воррен-авеню, яку школа ділила з Англійською вищою школою, діяла з 1881 по 1922 рік

Пуритани приділяли велику увагу освіті на всіх етапах життя, починаючи з домашнього навчання, головною метою якого було вміння читати Біблію, що слугувала основою морального та духовного виховання. Багато пуританських лідерів мали високий рівень освіти, адже чимало священиків закінчували Оксфорд або Кембридж в Англії.
Тому незабаром після прибуття до Нового Світу пуритани заснували Латинську школу Бостона як першу школу колонії, змоделювавши її за зразком європейських латинських шкіл, які зосереджувалися на вивченні релігії, латини та класичної літератури. Спочатку школа фінансувалася державою, але завдяки пожертвам і доходам від земельної власності швидко стала фінансово незалежною.
Вивчення латини вважалося найважливішою дисципліною через її значення в культурі того часу, подібно до англійських граматичних шкіл. Уміння читати принаймні Цицерона та Вергілія було обов’язковим для вступу до всіх університетів Тринадцяти колоній, а вміння писати та розмовляти латиною у віршах і прозі було першою вимогою Гарварду у 1642 році (поряд із належністю до християнської віри).
Латинська школа Бостона має тісний зв’язок із Гарвардом: вона була одним із головних джерел студентів для Гарвардського університету, а багато її випускників продовжували навчання в Гарварді. Проте значна частина випускників не вступала до університету, оскільки заняття бізнесом чи професійна діяльність не вимагали вищої освіти.
Під час Громадянської війни в США школа заснувала кадетський корпус, який проіснував до початку 1960-х років.
Понад два століття школа приймала лише хлопчиків і наймала виключно чоловіків-викладачів. Першу дівчину, Гелен Магілл Вайт, було зараховано в XIX столітті; вона стала першою випускницею школи та першою американкою, яка здобула докторський ступінь. Однак одразу після її випуску в 1877 році було створено Жіночу латинську школу (пізніше перейменовану на Бостонську латинську академію), куди дівчат переводили для навчання. Лише в 1972 році, після заборони штатом Массачусетс гендерної дискримінації, школа відкрила перший змішаний клас.

## Девіз
Девіз школи — Sumus Primi («Ми перші»), що має подвійне значення: найстарша дата заснування та високий рівень викладання.

## Навчальна програма
«Декламація» є найстарішою шкільною традицією: учні з сьомого по десятий клас тричі на рік під час уроків англійської мови повинні виголосити промову, відому як «декламація». Також проводиться «Публічна декламація», під час якої учні всіх класів можуть спробувати виступити з промовою, завченою напам’ять, перед аудиторією. Учасників оцінюють за такими критеріями, як запам’ятовування, презентація, голос і виразність. Ті, хто посідає найвищі місця в трьох із чотирьох публічних декламацій, отримують можливість виступити перед випускниками-судами на «Преміальній декламації» та здобути нагороди.
Окрім традиційної англійської декламації, нещодавно було започатковано щорічний конкурс із мов світу (World Language Declamation). Раз на рік учні з восьмого по дванадцятий клас виголошують промови мовами, відмінними від англійської. Більшість обирають сучасну мову, яку вивчають, але деякі виступають латиною, грецькою або рідною мовою. Судді з різних міських установ оцінюють учасників за тими ж критеріями, що й у публічній декламації.
У 2001 році школа скоротила обов’язкове вивчення латини на один рік. Для учнів, зарахованих із сьомого класу, обов’язковий період вивчення латини зменшився з п’яти до чотирьох років, а для тих, хто вступає з дев’ятого класу, — з чотирьох до трьох років. Це рішення було прийнято, щоб звільнити час для вивчення сучасних дисциплін, таких як фізика, хімія, інформатика та сучасні мови. Учні можуть продовжувати вивчати латину факультативно після четвертого року. Вивчення грецької мови є повністю необов’язковим.
У своєму заповіті Бенджамін Франклін залишив заповіт для заснування медалей Франкліна, якими нагороджують найкращих учнів школи. Другою за значенням нагородою є премії Діксвелла, які вручають учням, що досягли успіхів у латині або грецькій мові.

## Публікації
Школа видає три основні журнали: The Register — літературний журнал, The Argo — шкільний бюлетень, і Catapulta — науковий журнал.
Серед найвідоміших випускників школи — музикант Леонард Бернстайн, філософ Ральф Волдо Емерсон, політик Джозеф П. Кеннеді та філософ Джордж Сантаяна.